# Alexios IV Angelos
Alexios IV Angelos (Grieks: Ἀλέξιος Δ’ Ἄγγελος) (ca. 1182 - 8 februari 1204) was in 1203-1204 keizer van Byzantium.
Hij was de zoon van Isaäk II  en de broer van Irena Angela, koningin van Duitsland, vrouw van Filips van Zwaben.
Na de afzetting van zijn vader (1195) werd hij samen met hem opgesloten. Dankzij de hulp van zijn zuster kan hij in 1201 ontsnappen en naar Duitsland vluchten.
Hij zegde toe alle wensen van keizer, paus en Venetianen in te willigen in ruil voor militaire steun. De Vierde Kruistocht voer daarom in plaats van naar het Beloofde Land en Jeruzalem richting Constantinopel. Wat volgde is het Beleg en val van Constantinopel (1204).
Alexios IV kon zijn beloftes aan de kruisvaarders, die verantwoordelijk waren voor het uitbreken van een grote brand, niet waarmaken. In zijn pogingen om eraan te voldoen, joeg hij de bevolking tegen zich in het harnas. Een hoveling vermoordde Alexios IV en besteeg de troon als Alexios V, de schoonzoon van Alexios III.